# Кристална палата
Кристална палата или Стаклена палата (енгл. The Crystal Palace) била је зграда направљена од ливеног гвожђа и стакла која се налазила у Хајд Парку, у предграђу Лондона. Направљена је за Велику изложбу 1851. године. Више од 14.000 излагача из целог света су се окупили у Палати од 92.000 m² (7.3 ha) изложбеног простора да прикажу тадашње примере најновије технологије развијене у индустријској револуцији. Кристална палата у Лондону заједно са Ајфеловом кулом у Паризу представља основне симболе архитектуре индустријске епохе.
Палата је пројекат Џозефа Пакстона за прву светску изложбу у Лондону 1851. године на више од 7.3 ha и са потпуно стакленим зидовима и челичном конструкцијом од ливеног гвожђа. Године 1848. је пронађен нови метод изливања стакла, што је омогућило везивање великих комада јевтиног, али чврстог стакла. Управо том техником је направљена ова грађевина и представљала је конструкцију са највећом количином стакла икада уграђеном у једну зграду. Сви експонати на изложби су се налазили управо у њеној унутрашњости, а посетиоци су били импресионирани до које мере је унутрашњост јасна и светла. Разлог томе јесте сунчева светлост која је допирала из зидова и плафона, да у потпуности није било потребно унутрашње осветљење. Због одраза светлости у стакленим површинама изван зграда је добила и назив Кристална палата.
Ова конструкција је стајала само шест месеци да би након тога била успешно демонтирана и следеће године опет састављена на другом месту, у јужном Лондону, где је проширена и након две године ју је званично отворила краљица Викторија. Кристална палата је била на овој локацији од 1854. до 1936. године.
Дана 30. новембра 1936. зграду је захватио велики пожар и она је бесповратно изгорела до темеља. Палата није била осигурана за своју пуну вредност и осигурање није могло да покрије трошкове ни делимично. Британска јавност је тешко прихватила овај губитак, губитак једног од главних симбола Лондона. 

## Занимљивости
- Симболично, њена дужина износи 1.854 стопа, по години настајања (564 m), а плафон је висок 128 стопа, (39 ).
- По овој палати назван је један фудбалски клуб, ФК Кристал Палас.
- С обзиром да је Џозеф Пакстон испунио сва очекивања по погледу дизајна, након Велике изложбе добио је племићку титулу.

## Реконструкција
Зграда које је некада била највећа стаклена структура на свету уништена је у пожару 1936. и никада није поново изграђена. Кинески милијардер инвеститор Ни Жаокинг је 2013. године покренуо пројекат обнове Кристалне палате. Нова грађевина вредна 600 милиона евра би требало да буде истог облика и величине, као и да се налази на истом месту где је некад била Кристална палата, у јужном Лондону. У њу ће бити уложено 500 милиона фунти, односно око 811 милиона америчких долара.
Нова грађевина биће пре свега намењена културним догађајима, попут концерата, изложби и приказивања филмова, али и за конференције и конвенције. Још нема планова да се у близини граде било какви стамбени објекти, али ће можда у план бити укључен хотел и понеки објекат комерцијалне природе.

## Галерија
- Фасада Кристалне палате.
- Краљица Викторија је отворила Велику изложбу.
- Велика изложба у Лондону 1851.
- План Кристалне палате.
- Ентеријер Кристалне палате.
- Неколико дана након 30. новембра 1936. Палата уништена у потпуности.